# La ragazza che sapeva troppo (film 2016)
La ragazza che sapeva troppo (The Girl with All the Gifts) è un film del 2016 diretto da Colm McCarthy.
Il film è un adattamento cinematografico dell'omonimo romanzo scritto da Mike Carey sotto lo pseudonimo M.R. Carey. Del cast fanno parte la giovane attrice Sennia Nanua, Gemma Arterton, Glenn Close e Paddy Considine.

## Trama
La maggior parte dell'umanità è stata infettata da una variante di un fungo noto come Ophiocordyceps unilateralis. Gli infetti, chiamati famelici, perdono ogni facoltà mentale e si nutrono di carne sana. La malattia si diffonde attraverso il sangue e la saliva, ma può anche diffondersi attraverso spore create dal fungo. Con il sussidio di militari e psicologi, i pochi sopravvissuti vivono in una postazione a Birmingham creata per trovare una cura. La dottoressa Caroline Caldwell studia un gruppo di bambini che sono ibridi di seconda generazione, in parte famelici e in parte umani. A differenza della prima generazione, i bambini sono in grado di mantenere le loro facoltà mentali e perdono il controllo solo quando avvertono l'odore umano. Tra loro c'è Melanie, una bambina di dieci anni dal quoziente intellettivo alto definita "soggetto n°1". Melanie è ormai prossima alla dissezione, ma quando un branco di famelici attacca la base, riesce a scappare con l'aiuto della sua insegnante Helen.

## Produzione
Dopo la pubblicazione del romanzo nel 2014, Mike Carey ha annunciato che il libro sarebbe diventato un film, con una sceneggiatura scritta dallo stesso Carey in contemporanea con il romanzo.
Con il titolo di lavorazione She Who Brings Gifts, le riprese del film sono iniziate il 17 maggio 2015 nel centro di Birmingham e in altri quartieri come tra cui Dudley e Sandwell e anche al di fuori di Birmingham, Hanley a Stoke-on-Trent e Cannock Chase nello Staffordshire, in Inghilterra.

## Distribuzione
È stato presentato in anteprima il 3 agosto 2016 come film di apertura del Festival del film Locarno. Il film è stato distribuito nelle sale cinematografiche britanniche il 23 settembre 2016. In Italia è stato distribuito attraverso Netflix dal 2 giugno 2017:

## Riconoscimenti
- 2016 - Austin Fantastic Fest
  - Miglior regista a Colm McCarthy
- 2016 - Sitges - Festival internazionale del cinema fantastico della Catalogna
  - Miglior attrice a Sennia Nanua
- 2016 - British Independent Film Awards
  - Miglior produttore esordiente a Camille Gatin
  - Candidatura alla Migliore attrice non protagonista a Gemma Arterton
  - Candidatura al Miglior esordiente a Sennia Nanua
  - Candidatura per il Miglior contributo tecnico a Seb Baker (effetti visivi)
- 2017 - British Academy Film Awards
  - Candidatura per il Miglior debutto di un regista, sceneggiatore o produttore britannico a Mike Carey (sceneggiatore) e Camille Gatin (produttrice)